# Danilo Türk

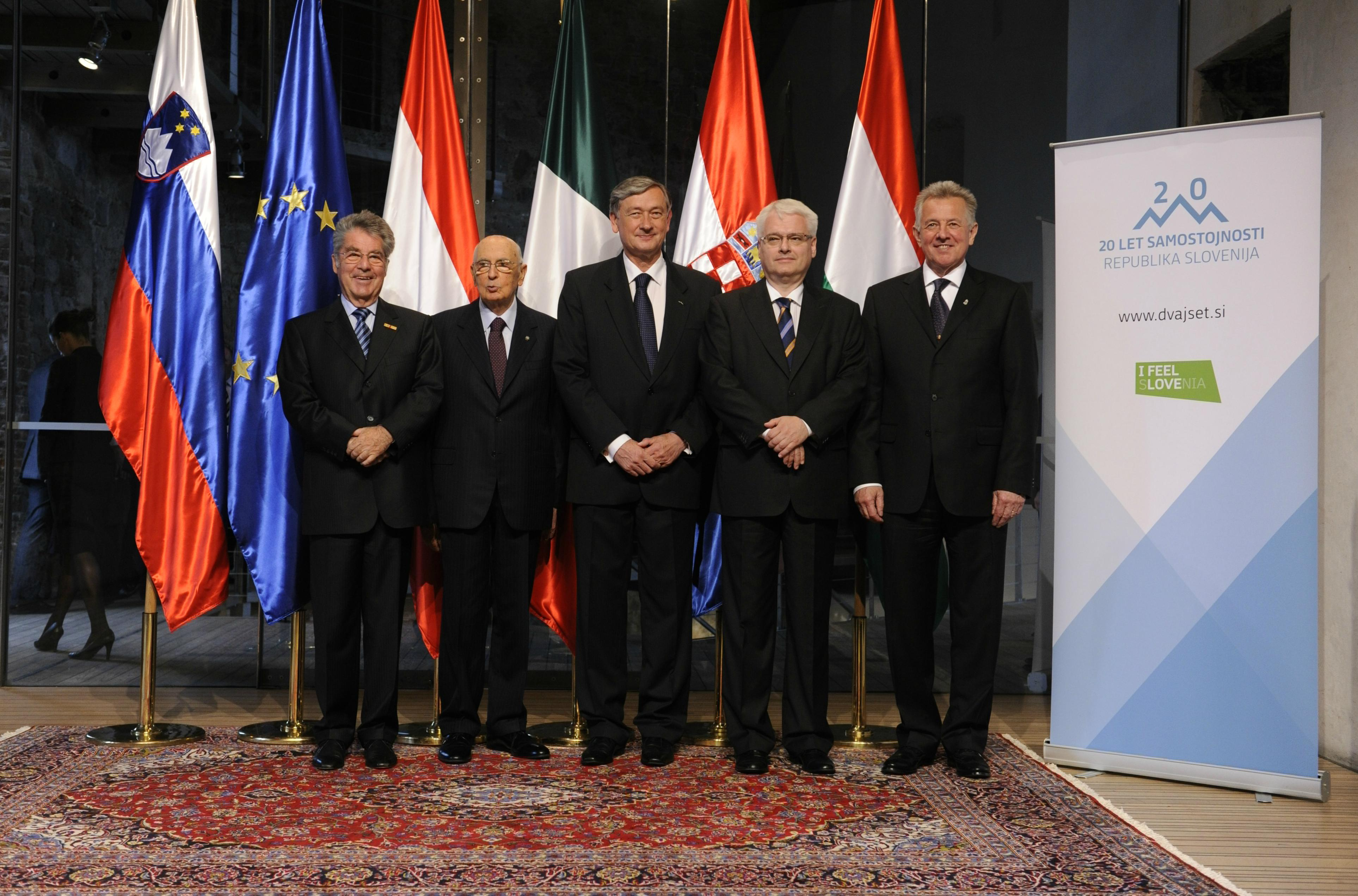
Danilo Türk (w środku) w 2011

Danilo Türk (wym. daˈníːlɔ ˈtýɾk; ur. 19 lutego 1952 w Mariborze) – słoweński polityk, prawnik i dyplomata, prezydent Słowenii od 22 grudnia 2007 do 22 grudnia 2012.

## Życiorys
Danilo Türk urodził się w 1952 w Mariborze, gdzie uczęszczał również do szkoły podstawowej i średniej. W dzieciństwie zmarł mu ojciec. W 1975 ukończył prawo na Uniwersytecie Lublańskim. Po studiach rozpoczął pracę w jako sekretarz w komisji ds. mniejszości i migrantów w ramach SZDL, organizacji kontrolowanej przez partię komunistyczną. W 1978 uzyskał magisterium na Uniwersytecie w Belgradzie, a w 1982 doktorat w zakresie prawa na Uniwersytecie Lublańskim.
Działalność akademicką kontynuował na wydziale prawa macierzystej uczelni. W 1982 został tam asystentem, a w 1995 objął stanowisko profesora prawa międzynarodowego. W latach 1983–1992 stał na czele instytutu prawa międzynarodowego i stosunków międzynarodowych Uniwersytetu Lublańskiego. Od 1974 był zaangażowany w działalność Amnesty International, doradzał w różnych przypadkach naruszania praw człowieka w Jugosławii. W latach 1984–1992 był członkiem Podkomisji Narodów Zjednoczonych ds. Zapobiegania Dyskryminacji i Ochrony Mniejszości. Jako niezależny ekspert sporządzał raporty na temat przestrzegania wolności słowa, praw gospodarczych, społecznych i kulturowych w państwach członkowskich ONZ. W 1991 pełnił funkcję przewodniczącego tej podkomisji.
W 1987 brał udział w powoływaniu Rady Praw Człowieka w Słowenii, a następnie objął funkcję jej wiceprzewodniczącego. Jest autorem około 100 publikacji na temat prawa międzynarodowego, w szczególności dotyczących praw człowieka, praw mniejszości czy zasad użycia siły przez państwa. Udzielał wykładów na uczelniach europejskich i amerykańskich.
Po ogłoszeniu przez Słowenię niepodległości w 1991 rozpoczął działalność dyplomatyczną. W tym samym roku z upoważnienia ministra spraw zagranicznych reprezentował Słowenię w rozmowach z ONZ, KBWE i Radą Europy. Od września 1991 do sierpnia 1992 był członkiem słoweńskiej delegacji w czasie konferencji w sprawie Jugosławii, na której ustalono zasady wyjścia Słowenii z jej struktur.
Od września 1992 do stycznia 2000 zajmował stanowisko ambasadora i stałego przedstawiciela Słowenii przy ONZ. W latach 1998–1999 wchodził w skład Rady Bezpieczeństwa ONZ, gdy Słowenia była jej niestałym członkiem. Od stycznia 2000 do lipca 2005 pełnił funkcję asystenta sekretarza generalnego ONZ do spraw politycznych. Brał w tym czasie udział w rozwiązywaniu sytuacji kryzysowych na Bałkanach (Kosowo, Macedonia), w Palestynie, Libanie, Afganistanie, Iraku, Birmie, Korei Północnej, Timorze Wschodnim, Kolumbii, Haiti i Wenezueli.
W 2005 powrócił do pracy akademickiej i został wykładowcą prawa międzynarodowego na Uniwersytecie Lublańskim. W 2006 objął funkcję prodziekana na wydziale prawa.
W 2007 zdecydował się wziąć udział w wyborach prezydenckich. Wystartował jako kandydat niezależny, jego kandydatura była popierana przez Socjaldemokratów, partię Zares i Demokratyczną Partię Emerytów Słowenii. W pierwszej turze głosowania z 21 października 2007 zajął drugie miejsce, zdobywając 24,5% głosów; jego główny konkurent Lojze Peterle uzyskał 28,7% głosów poparcia. W drugiej turze głosowania z 11 listopada 2007 odniósł zwycięstwo, uzyskując 68,0% głosów poparcia. Urząd prezydenta objął 22 grudnia 2007.
W kolejnych wyborach prezydenckich w 2012 ponownie wystartował jako kandydat niezależny. Otrzymał jednakże poparcie m.in. od partii Pozytywna Słowenia oraz DeSUS. W pierwszej turze głosowania z 11 listopada 2012 zajął drugie miejsce z wynikiem 35,9% głosów, przegrywając z byłym premierem Borutem Pahorem (39,9% głosów), a pokonując Milana Zvera (24,2% głosów). W drugiej turze głosowania z 2 grudnia 2012 przegrał ze swoim kontrkandydatem, uzyskawszy 32,6% głosów poparcia. Urząd prezydenta złożył 22 grudnia 2012.